# 언해두창집요
《언해두창집요》(諺解痘瘡集要)는 허준이 저술한 조선의 의학 서적이다. 2012년 10월 12일에 충청북도 유형문화재 제346호로 지정되었다.
1601년(선조 34) 허준(許浚)이 허준이 임진왜란 중에 사라진 구급방, 두창집,태산집 등을 언해하라는 선조의 명으로 작성하기 시작한 의서들 중의 하나이다.

## 개요
허준이 선조의 명에 의해 펴낸 두창 전문 의서이다. 허준은 왕자의 두창을 고친 것을 계기로 두창도 약을 써서 고칠 수 있다는 점을 널리 알리고 또 한글로 풀어 써서 부녀자도 쉽게 활용할 수 있게 하였다. 두창이 생기는 이유, 두창과 유사 질환의 구별, 두창이 안 생기도록 하는 방법, 두창에 전염되지 않는 방법, 두창의 경과와 각 단계에 맞는 적절한 처치법, 두창에 걸렸을 때 생기는 각종 합병증과 그것을 치료하는 법 등이 담겨 있다.
조선시대 두창에 관한 의서는 매우 중요한 의미를 지니며, 조선 중기의 목판 인쇄 문화는 물론 17세기 국어사 연구를 위한 자료로도 가치를 지닌다.
1. ↑  한국민족문화대백과사전